# Dušan Riedl
Dušan Riedl (22. března 1925 Brno – 4. října 2015 Brno) byl moravský učitel, urbanista a teoretik architektury. 

## Život
Narodil se v rodině Karla Riedla a Boženy roz. Konečné. Jeho babičkou byla Ludmila Konečná, měl bratra Mirka.
Věnoval se též věnoval památkám a je také autorem či spoluautorem několika publikací. Ve své odborné praxi se zaměřoval především na úpravy a přestavby historických centrálních částí měst, ale také se věnoval historickým zahradám.
Pracoval jako architekt ve Výzkumném ústavu výstavby a architektury (VÚVA) a dále ve Státním ústavu pro rekonstrukci památkových měst a objektů (SÚRPMO).

## Dílo
- RIEDL, Dušan. Brněnská architektura 20. století. 1. vyd. Brno: Památkový ústav Brno, 1992. 48 s. ISBN 80-85032-14-7.
- RIEDL, Dušan. Tugendhatova vila v Brně od architekta Ludwiga Miese van der Rohe. 1. vyd. Brno: Památkový ústav Brno a Muzeum města Brna, 1995. 55 s. ISBN 80-85032-43-0.